# Björkesjön (Asarums socken, Blekinge)
Björkesjön är en sjö i Karlshamns kommun i Blekinge och ingår i Mieåns huvudavrinningsområde. Sjön är 3,3 meter djup, har en yta på 0,293 kvadratkilometer och är belägen 49 meter över havet. Sjön avvattnas av vattendraget Mieån.

## Delavrinningsområde
Björkesjön ingår i det delavrinningsområde (623854-144005) som SMHI kallar för Ovan 623675-144044. Medelhöjden är 63 meter över havet och ytan är 3,97 kvadratkilometer. Räknas de 14 avrinningsområdena uppströms in blir den ackumulerade arean 250,29 kvadratkilometer. Avrinningsområdets utflöde Mieån mynnar i havet. Avrinningsområdet består mestadels av skog (73 procent) och jordbruk (11 procent). Avrinningsområdet har 0,33 kvadratkilometer vattenytor vilket ger det en sjöprocent på 8,3 procent.